# Allonychus querci
Allonychus querci är en spindeldjursart som beskrevs av Baker och Pritchard 1962. Allonychus querci ingår i släktet Allonychus och familjen Tetranychidae. Inga underarter finns listade i Catalogue of Life.